# 納貝斯克

纳貝斯克品牌logo

纳貝斯克公司（Nabisco）是世界著名的餅乾和休閒食品品牌，为亿滋国际所属子公司。

## 历史
纳貝斯克公司原本是由美國几间烤面包公司於1898年合併而成，原本名稱是國家餅乾公司（National Biscuit Company），1985年雷諾茲菸草公司收購纳貝斯克公司，2000年卡夫食品以189亿美元從雷諾茲菸草公司買走，公司總部設於美國新澤西州。
台灣纳貝斯克公司旗下最廣為人的品牌是可口，是收購可口企業所生產製造的可口奶滋、脆笛酥等餅乾品牌。

## 品牌
旗下的主要品牌包括趣多多、奥利奥、乐之等。現時納貝斯克旗下的部分品牌如奥利奥、乐之在大中華地區由亿滋国际負責生產。

## 外部連結
- 美國納貝斯克網頁
- 日本山崎-納貝斯克網頁
- 卡夫食品大中華區